# Iraanse ruimtevaartorganisatie

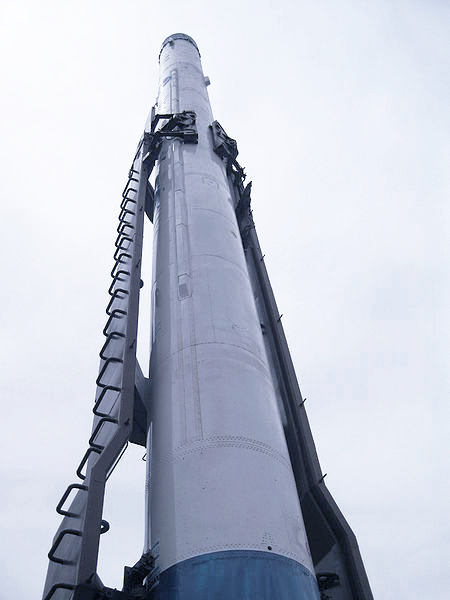
De Safir-raket met de Omid

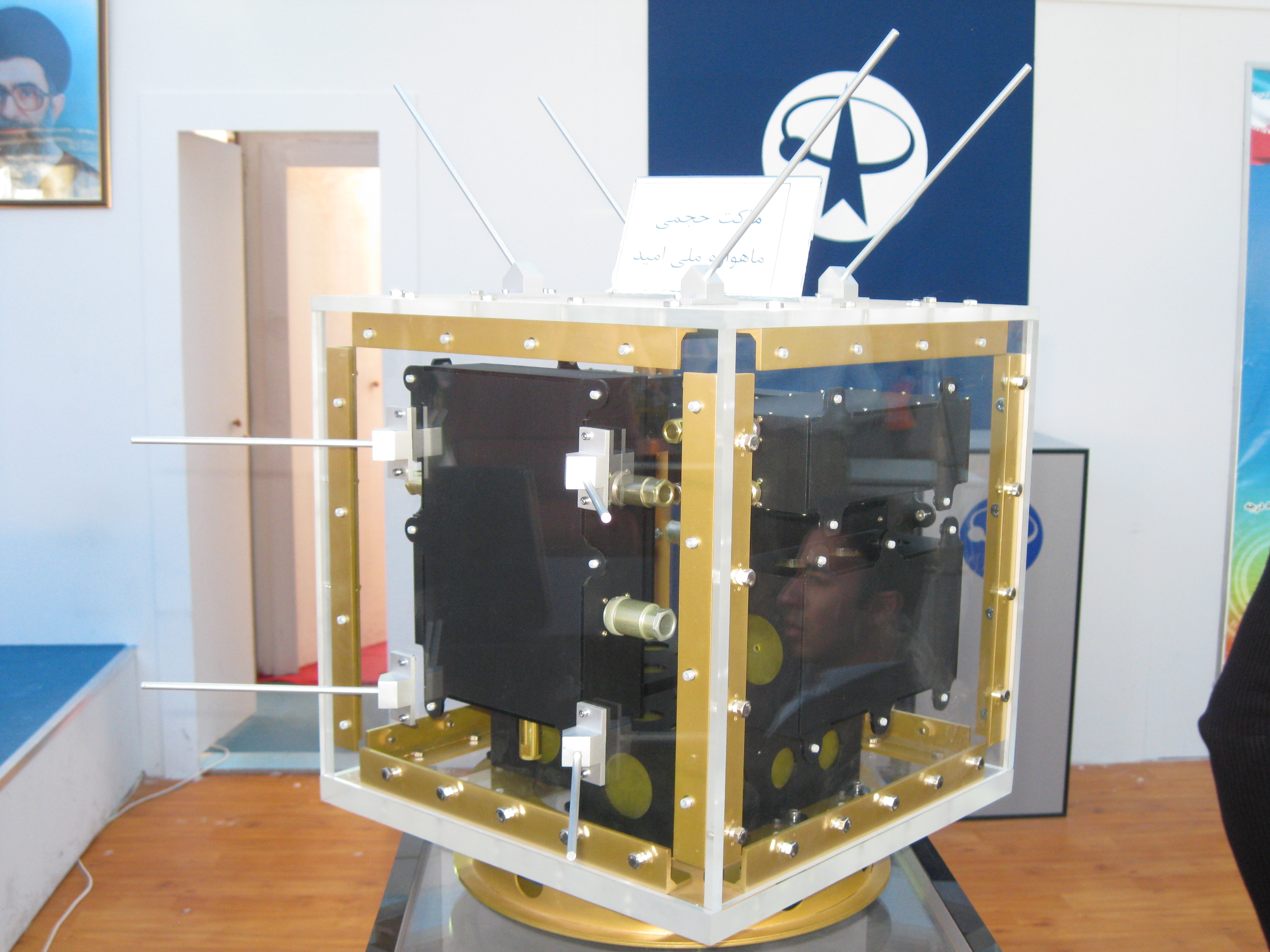
De Omid

De Iraanse ruimtevaartorganisatie is de organisatie van de Iraanse overheid op het terrein van de ruimtevaart. De organisatie is in 2004 opgericht.
In 2005 werd de eerste Iraanse kunstmatige satelliet gelanceerd via een Russische raket. Deze satelliet werkte op batterijen en had daardoor een beperkte levensduur. Inmiddels is deze satelliet verbrand bij binnenkomst in de atmosfeer.
In februari 2007 lanceerde de Iraanse ruimtevaartorganisatie de eerste raket van Iraanse bodem.
In augustus 2008 lanceerde het land zijn eerste ruimteraket die een kunstmaan kan dragen, de Safir.
In februari 2009 berichtte de Iraanse staatstelevisie dat de eerste zelfgemaakte satelliet was gelanceerd. De satelliet, genaamd Omid, werd omschreven als een "data-processing" satelliet voor onderzoek en telecommunicatie.
In februari 2010 lanceerde Iran een raket waarmee enkele dieren in de ruimte werden geschoten. De raket was van het type Kavoshgar 3.
In 2012 maakte Iran bekend dat het een ruimtevaartcentrum heeft gebouwd.
In 2013 lanceerde Iran een raket met daarin een aap.